# San Miguel el Grande
San Miguel el Grande är en kommun i Mexiko.   Den ligger i delstaten Oaxaca, i den sydöstra delen av landet, 300 km sydost om huvudstaden Mexico City.
Följande samhällen finns i San Miguel el Grande:
- Villa de Guadalupe Victoria
- Ignacio Zaragoza
- Iturbide
- Vicente Guerrero
- Madero